# Nils Schälin
Nils Schälin (* 13. Januar 2001) ist ein Schweizer Unihockeyspieler, welche beim Nationalliga-A-Verein Zug United unter Vertrag steht.

## Karriere

### Verein
Schälin stammt aus dem Nachwuchs von Ad Astra Sarnen. 2017 wurde er in das Förderkader der ersten Mannschaft aufgenommen. Zudem wechselte er in die U21-Mannschaft von Zug United. Auf die Saison 2018/19 schloss sich Schälin permanent Zug United an.
Während der Saison 2018/19 debütierte er in der ersten Mannschaft von Ad Astra Sarnen. Im Sommer 2019 stieg er mit Ad Astra Sarnen in die Nationalliga A auf. Er erzielte den ersten Treffer von Ad Astra Sarnen in der höchsten Spielklasse.

### Nationalmannschaft
2016 wurde Schälin erstmals für die U17-Nationalmannschaft aufgeboten. Ein Jahr sp̩äter stand er im Aufgebot der U19-Nationalmannschaft und nahm mit ihr an der Euro Floorball Tour teil. 2019 nahm er mit der Schweiz an der Weltmeisterschaft in Halifax teil. Dort schloss er mit der Schweiz das Turnier auf dem 4. Rang ab.